# エキサイティング競馬 (福島テレビ)
エキサイティング競馬（エキサイティングけいば）は、福島テレビが福島競馬の第3場開催時に放送している競馬中継のテレビ番組。

## 概要
2003年までは競馬中継（日曜）・土曜競馬中継（土曜）という番組名で放送されていたが、2004年より現在の番組名となった。
福島競馬の実況は自局のアナウンサーが担当。それ以外の競馬場のレース実況は、土曜はテレビ東京・KBS京都、日曜はフジテレビ・関西テレビの実況を使用している。主場開催となる7月の日曜日の実況も原則として福島テレビのアナウンサー（下記参照）が担当する。また、2024年まで「東日本女子駅伝」の日と福島競馬の開催が重なった場合はフジテレビ系列局からアナウンサーを派遣することもある。
福島競馬が主場開催の場合や、その他の開催（東京・中山・夏季新潟競馬）は「ウイニング競馬」（土曜）・「みんなのKEIBA（2007年12月まではスーパー競馬、2009年12月まではみんなのケイバ）」（日曜）が放送される（それらの場合、著作はキー局にあるがFTVも技術協力として制作に参加）。日曜開催分に関しては「みんなのKEIBA」の番宣CMからテロップを差し替えたものが使われている（ナレーションやBGMはフジテレビと同じだが、差し替えを前提に予めフジテレビ側で番組名は入れておらず、ナレーションでも番組名を言っていない）。
またFNSの日やゴルフ中継などの特別番組を放送するために当番組や「みんなのKEIBA」が休止される時は、替わりに「ウイニング競馬」が福島中央テレビ（NNS系列）または福島放送（ANN系列）で放送される場合もあった。
なお馬インフルエンザによる開催休止により、2007年秋の第3回福島競馬に代替開催として組み込まれた2日間（11月17日・18日）は「ウイニング競馬」（土曜）・「スーパー競馬」（日曜）が放送され、当番組の放送はなかった。
2008年第1回開催時から、HDでの中継を開始。HD大型中継車は仙台放送からレンタルして中継を行っている。
かつては、出馬表・オッズ・配当等の表示が番組独自のもの（東海テレビで使用したものと同じ）を使用していたが、2010年第1回開催時から2018年第3回開催時まで、「みんなのKEIBA」と同様のものになった。このためテレビ東京の競馬中継番組『ウイニング競馬』でもフジテレビ制作『みんなのKEIBA』のテロップ画面が放送されていた。2019年第1回開催から再び番組独自のものになった。
2011年は東日本大震災により福島競馬場が被害を受けたため、全開催が中止となった。また、この震災の影響により福島テレビでは関連ニュースを伝えたため3月19日・20日・26日・27日の競馬中継のネット受けを中止した。そのため番組自体の放送もなかったが、実況アナウンサーは研修と他のFNSネット局との交流を兼ねて他の競馬場に応援出向する日があった（ただしそれ以前にも東海テレビ制作の競馬番組での実況の助っ人で、数年に1回程度ではあったが、中京競馬場で福島テレビのアナウンサーが実況することがあった）。
2021年は福島県沖地震で福島競馬場が被害を受け開催が困難になったため、平年の第1回開催が中止になった。そのため、当開催期間中の番組自体の放送も無くなったため、通常の放送日同様、土曜日はテレビ東京系、日曜日はフジテレビ系の中継内で行われる新潟競馬の中継のネット受け（土曜日・原則として新潟放送、日曜日・NST新潟総合テレビ制作。ただし土曜日でもBSNの編成の都合によりNST制作を放送したり、日曜日の特にGI開催日は放送構成の都合により新潟メインレースの放送を割愛することもある）は実施された。

## 放送時間
- 土曜・日曜 15:00-16:00（福島競馬の従場開催時）
  - 以前は福島競馬の開催初日や一部のGI級競走当日には放送時間が拡大された場合もあった。
  - 例年4月に行われるフジサンケイレディスクラシックが放送される土曜日は14:30-15:30に放送されるが、2020年の福島牝馬ステークスは発走が大幅に遅れた影響で放送出来なかった。

## 出演者
2024年秋の福島競馬時点

### 司会・アシスタント
- 塩原恒夫（元フジテレビアナウンサー）[6]
- 古賀ひかる（福島テレビアナウンサー）

### 実況アナウンサー
- 豊嶋啓亮
- 日野佑希人
- 藏本智大
- 2024年まで毎年11月第2週に「東日本女子駅伝」の中継が行われた場合は、補助要員として北海道文化放送のアナウンサー（2006年までは吉田雅英アナ、2007年～2019年・2022年～2024年は加藤寛アナを派遣）が実況を担当する。土曜日の全国中継はテレビ東京系列（関西はテレビ大阪ではなくKBS京都・サンテレビ・奈良テレビ、東海地区は2012年以降テレビ愛知が撤退し、三重テレビ[7]で放映）を中心に使うので、フジ系列のアナウンサーが一部を除くテレビ東京系列・BSテレ東に登場するという形にもなる。ただし、ウイニング競馬がBSへの裏送りとなる時間帯はJRA主幹映像が送出となる。なお、2020年は東日本女子駅伝が中止となったため、補助要員の派遣はなかった。2021年は東海テレビ[7]アナウンサーの加藤晃が担当した。

### 解説者
- 高橋利明（福島民報社、メイン解説）
- 阿部一広（競馬エイト）

（参考）福島主場開催時のみんなのKEIBAの解説
- 松本ヒロシ（競馬エイト、主場開催時にメイン・実況席を担当）
- 板津雄志（サンケイスポーツ、同上）

### 過去の出演者
司会
- 岩田雅人（福島テレビアナウンサー、2014年に同局を退社）
- 山元香里（福島テレビアナウンサー、2007年に同局を退社）
- 原國雄（福島テレビアナウンサー、2008年に同局を退社）
- 関口由香里（福島テレビアナウンサー、2013年7月に同社を退社）
- 名和田知加（福島テレビアナウンサー、2013年3月に同社を退社）
- 若槻麻美（福島テレビアナウンサー、2015年4月に同社を退社）
- 岡部玲子
- 柳いろは
- 藺草英己（福島テレビアナウンサー、2018年7月の人事異動において、アナウンサー職を離れた。）[8]
- 伊藤亮太（福島テレビアナウンサー、2022年3月に同社を退社、4月よりNHK山形放送局アナウンサー）[9]
- 坂井有生（福島テレビアナウンサー、2022年8月に同社を退社、日曜日担当）[8]
- プリシラ彩華

実況アナウンサー
- 金井淳郎（2005年に福島テレビを退社、現・圭三プロダクション所属のフリーアナウンサー）
- 高橋雄一（2006年7月1日付の人事異動において、営業業務局専任局長に就任したためアナウンサー職を離れた。2006年の七夕賞が最後の実況となった。2008年・定年退職とともに子会社・福島テレビエンタープライズ専属契約アナウンサー兼朗読教室講師となった。2012年に福島競馬場で開催されたイベント「実況マスターズ」で福島記念の実況を担当。6年ぶりのレース実況となった。）
- 米田元気（2012年に福島テレビを退社し、ラジオNIKKEIに移籍。「中央競馬実況中継」に出演している）
- 延増惇（2015年11月に退社。現在はテレビ朝日の記者）
- 鈴木康一郎（2017年3月に退社。中京テレビに移籍）
- 矢崎佑太郎（2024年11月退社。）
  - なお、当時の実況アナウンサーは、年数回のみではあるが、東海テレビの競馬中継の実況アナウンサーが出演困難になった場合に、助っ人で派遣してその番組で実況することもあった。

## 関連記事
- みんなのKEIBA（フジテレビ）
- ウイニング競馬（テレビ東京）
- KEIBA BEAT（関西テレビ・東海テレビ・テレビ西日本）
- KEIBAワンダーランド（旧競馬中継、KBS京都、- 2010年）
- うまDOKI（KBS京都、2011年 - ）
- 福島競馬実況中継（ラジオ福島）